# Campeonato Europeo de Ciclismo BMX de 2020
El XXV Campeonato Europeo de Ciclismo BMX se iba a celebrar en Dessel (Bélgica) entre el 2 y el 4 de octubre de 2020 bajo la organización de la Unión Europea de Ciclismo (UEC) y la Real Federación Belga de Ciclismo. Pero debido a la pandemia de COVID-19 el evento fue cancelado.